# غيان
غيان (بالفارسية: گیان) هي مدينة تقع في إيران في Giyan District. يقدر عدد سكانها بـ 8,062 نسمة .